# Claus Homfeld

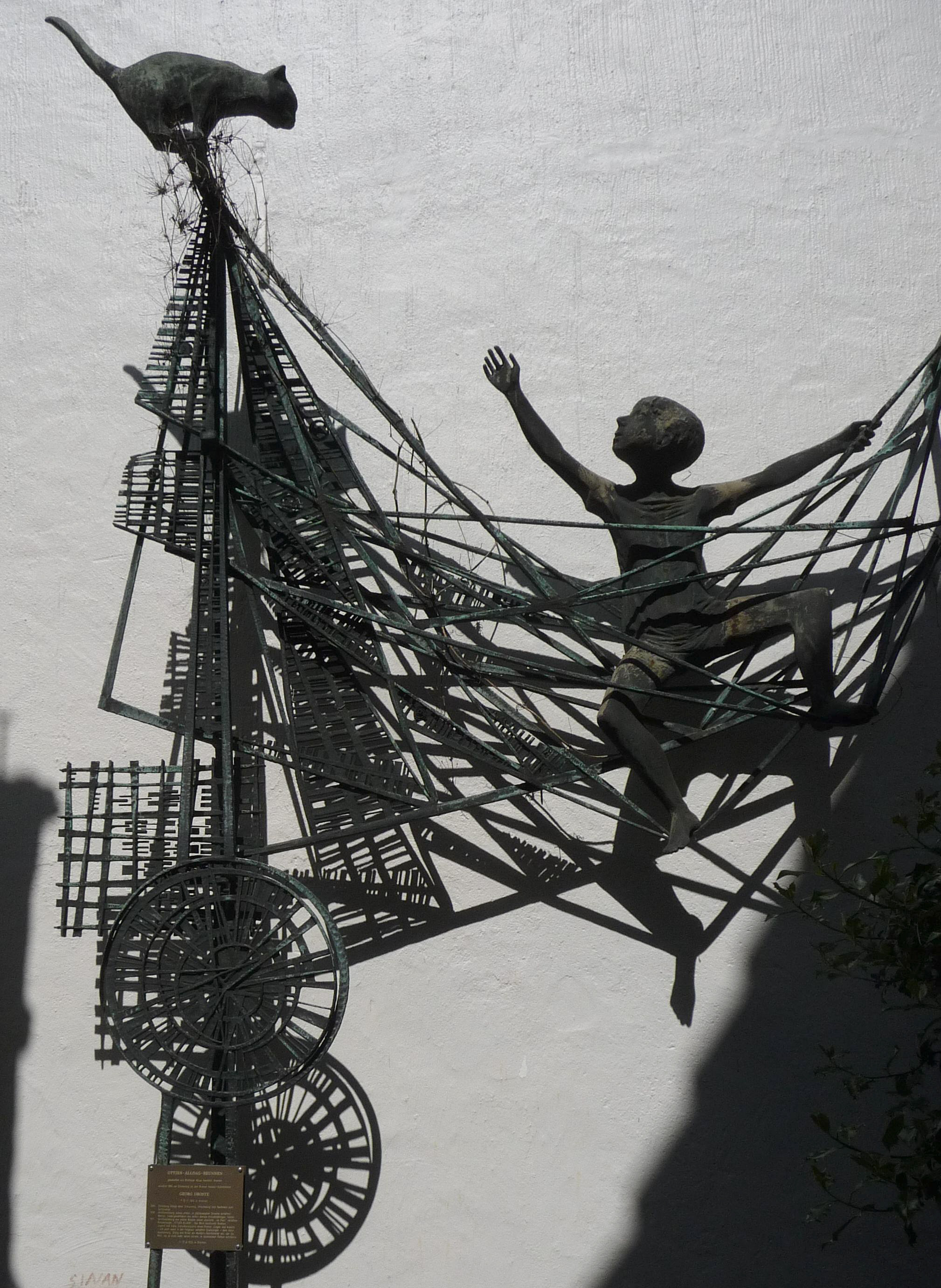
Die Ottjen-Alldag-Plastik von Claus Homfeld im Bremer Schnoorviertel

Claus Homfeld, auch Schreibweise Klaus Homfeld, (* 25. Januar 1933 in Bremen; † 9. Oktober 2019 ebenda) war ein deutscher Bildhauer und Medailleur. Er wurde bekannt durch seine im realistischen Stil gestalteten Plastiken und Figurengruppen im öffentlichen Raum in Norddeutschland, vor allem in Bremen und Niedersachsen.
Nach gemeinsamen Entwürfen von ihm und seiner Ehefrau, der Künstlerin Ursula Homfeld, wurden mehrere deutsche Gedenkmünzen gestaltet.

## Leben und Werk

### Der Bildhauer Claus Homfeld
Claus Homfeld absolvierte nach seiner Schulzeit Ausbildungen zum Holzbildhauer und Steinbildhauer. In den 1950er-Jahren studierte er an der Staatlichen Kunstschule in Bremen. Ab 1960 arbeitete er als selbständiger Bildhauer.
Seine ersten öffentlichen Auftrag im Bremer Raum erhielt er 1963/1964 für die Ergänzung des Ottjen-Alldag-Brunnens, der 1963 in das Bremer Schnoorviertel versetzt wurde. Homfeld entwarf dafür die Ottjen-Alldag-Plastik, die er 1964 in Kupfer ausführte. Bis Ende 2009 hatte er mehr als 40 Werke im öffentlichen Raum geschaffen. Eine seiner letzten Arbeiten war die Skulpturengruppe Arster Marktfrauen, die 2011 auf einer Freifläche vor der St.-Johannes-Kirche in Bremen-Arsten errichtet wurde.
Homfeld war nach eigener Aussage „kein abtragender Mensch“, sondern „baut[e] lieber auf“ und bevorzugte bei seinen künstlerischen Arbeiten die Plastik. Seine Entwürfe erarbeitete er mit Hilfe von Skizzen sowie oft mit kleinen Arbeitsmodellen aus Wachs. Für den Bronzeguss erstellte er nach der jeweiligen Vorlage Modelle in Originalgröße, wobei er das Skelett seiner Figuren aus Eisenrohren zusammenschweißte, diese mit Jute umwickelte und dann darauf nach und nach mehrere Lagen Gips auftrug. Für seine Aufträge erhielt Homfeld oft als konkrete Vorgabe ein Motiv, zu dem er genaue Recherchen anstellte, wie beispielsweise nach der „richtigen Kleidung für die jeweilige Zeit“.
Er ist dem Realismus zuzurechnen, seine Werke wurden unter anderem als „Kunst der Unmittelbarkeit, die keiner Vermittlung bedarf“ charakterisiert. Mit seinen Plastiken und Figurengruppen von „anschaulicher Ästhetik“ stellte er oft sozial- und kulturgeschichtliche Bezüge zum früheren Alltagsleben der jeweiligen Örtlichkeit her und machte so Vergangenes anschaulich, wobei er zum Beispiel die Themen „Viehmarkt“, „Pferdehandel“ oder die „Lütten Lüüd“ bediente. Homfeld führte seine Arbeiten meistens in Bronze aus, teils auch in Kupfer.
Claus Homfeld lebte und arbeitete in Bremen-Oberneuland. Er starb am 9. Oktober 2019 im Alter von 86 Jahren.

### Das Künstlerpaar Claus und Ursula Homfeld
Zusammen mit seiner Ehefrau, der Künstlerin und Bildhauerin Ursula Homfeld (* 1935), beteiligte Claus Homfeld sich erfolgreich an mehreren Gestaltungswettbewerben des Bundesministeriums der Finanzen für Deutsche-Mark-Gedenkmünzen der Bundesrepublik Deutschland. Insgesamt wurden zwei 5-DM-Gedenkmünzen und eine 10-DM-Gedenkmünze nach den gemeinsamen Entwürfen des Künstlerpaars gestaltet und geprägt.

## Werke (Auswahl)

### Arbeiten von Claus Homfeld

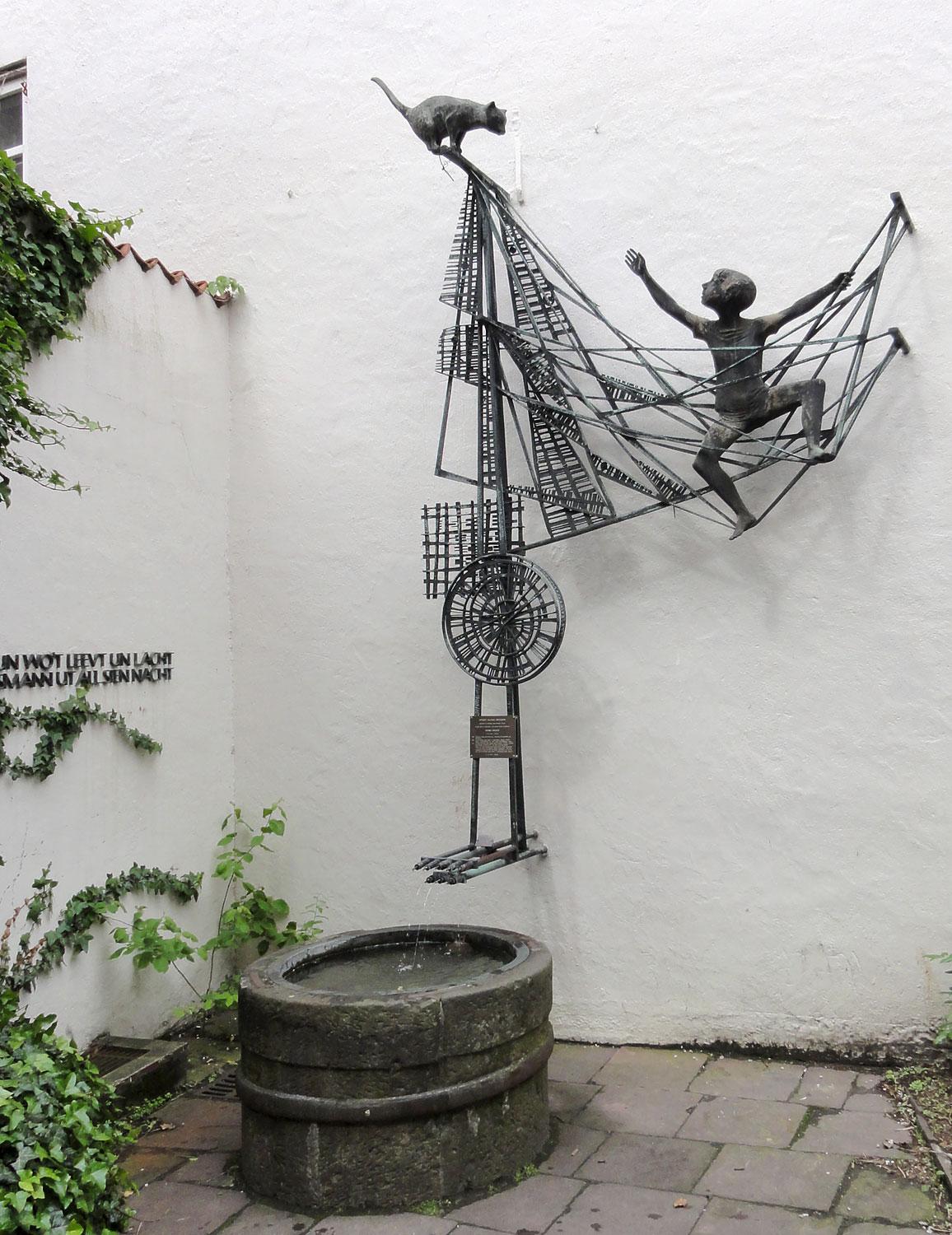
Ottjen-Alldag-Plastik, 1964

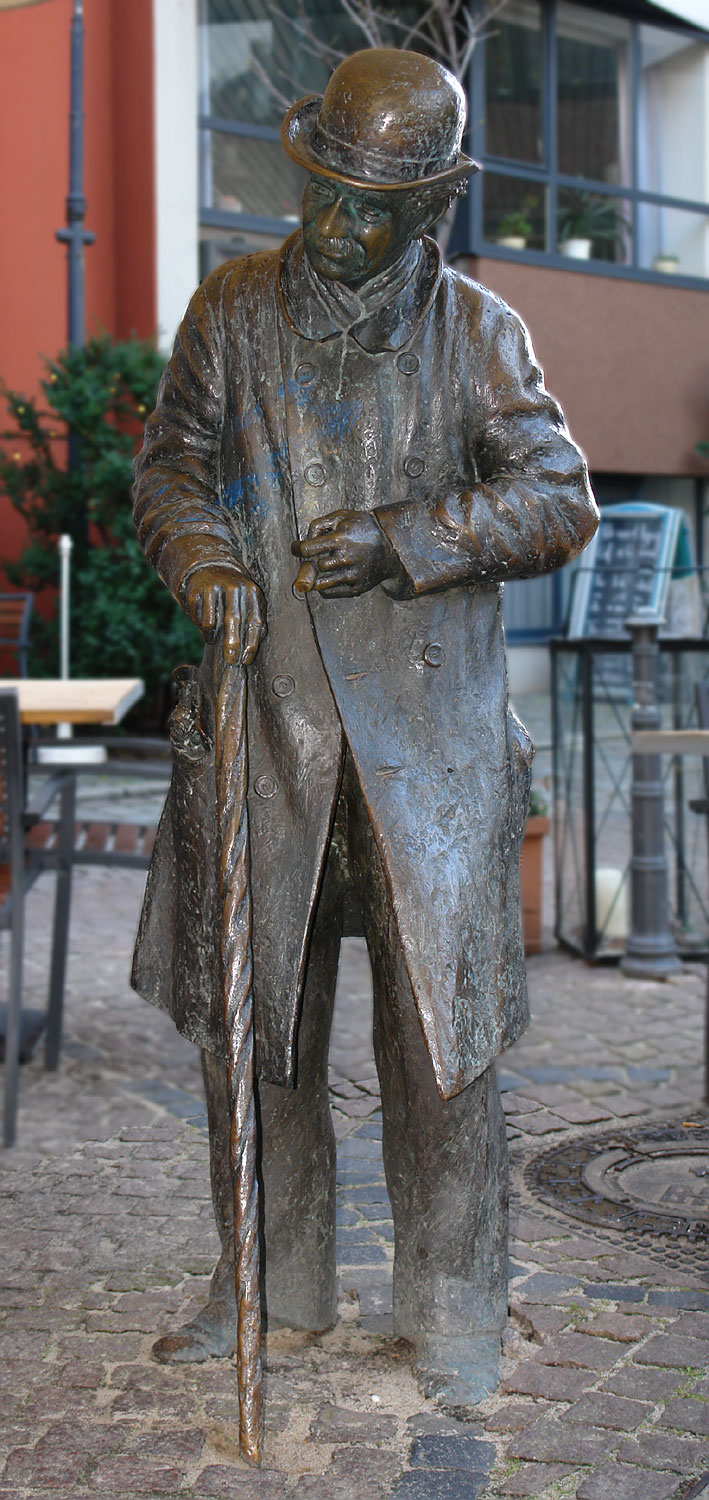
Heini Holtenbeen Denkmal, 1990

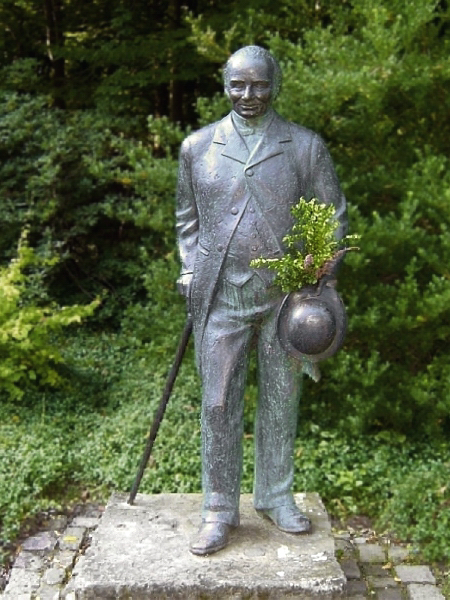
Ludwig-Knoop-Statue, 1994

- 1964: Ottjen-Alldag-Plastik, Kupfer, im Schnoorviertel in Bremen; zur Erinnerung an den plattdeutschen Dichter Georg Droste und dessen bekannteste Romanfigur Ottjen Alldag. Der 1733 geschaffene Ottjen-Alldag-Brunnen, der aus Stein (Becken) und Bronze (Rohr) besteht, wurde 1963 in den Schnoor, Ecke Spiekerbartstraße versetzt. Homfeld ergänzte den Brunnen mit einer Plastik aus Kupfer, die an einer Gebäudewand hinter dem Brunnen angebracht wurde.
- 1966: Schmiederelief, Kunststeinrelief, am Telekom-Dienstgebäude in Friesoythe; zur Erinnerung an die Blütezeit der Friesoyther Schmiedegilde im 16. bis 18. Jahrhundert.
- 1975: Marcusbrunnen, Wiederherstellung und Ergänzung des Marcusbrunnens in der Nähe des Parkhotels im Bremer Bürgerpark. Der Brunnen wurde 1890 nach einem Entwurf von August Töpfer von dem Bildhauer Diedrich Samuel Kropp gestaltet. Nachdem die Bronzeteile 1942 für Kriegszwecke demontiert wurden, erfolgte 1959 eine Wiederinbetriebnahme des Brunnens in zunächst vereinfachter Form. Homfeld ergänzte den Marcusbrunnen wieder mit einer oberen Schale sowie anstelle der ursprünglichen Seepferde mit vier Muschelschalen, die er jeweils in Bronze ausführte.[7]
- 1982: Pferdehändler, Figurengruppe aus Bronze mit kleinem Naturstein-Brunnen, beim Rathaus in Zeven; zur Erinnerung an den früher dort stattfindenden Viehmarkt.
- 1985: Pferdebrunnen, Pferdegruppe aus Bronze, auf dem Pferdemarkt in Rotenburg (Wümme); zur Erinnerung an den früher dort stattfindenden Pferdehandel.
- 1987: Lili-Marleen-Gruppe, bronzene Figurengruppe, vor dem westlichen Stadttor in Munster; zur Erinnerung an das klassische Soldatenlied Lili Marleen in der „Soldatenstadt“ Munster.
- 1990: Heini-Holtenbeen-Denkmal, Bronzeplastik, im Bremer Schnoorviertel in der Nähe vom Concordenhaus, Hinter der Holzpforte; zur Erinnerung an das Bremer Stadtoriginal Heini Holtenbeen.[8]
- 1991: Homfeldbrunnen, in Bremen-Grohn, Auf dem Grohner Markt, Ecke Am Wasser.
- 1994: Ludwig-Knoop-Statue, Bronzestatue, im Knoops Park in Bremen-St. Magnus; zur Erinnerung an den Bremer Großkaufmann Ludwig Knoop.
- 1996: Wietzendorfer Imker, Figurengruppe aus Bronze, in Wietzendorf; zur Erinnerung an den dort verbreiteten Berufsstand des Imkers und als Wahrzeichen des alljährlichen „Honigfestes“.
- 1997: Jan und Gret, bronzene Figurengruppe, auf dem neu gestalteten Marktplatz vor dem Rathaus in Sankt Peter-Ording; zur Erinnerung an die „Lütten Lüüd“, die früher in Armut lebenden Bewohner der Dörfer St. Peter und Ording, die sich mühsam aus ihrem Garten und aus dem Meer ernährten. Jan stach Schollen mit der Prigg und Gret fing Krabben mit der Gliep.
- 2001: Magdalene-Pauli-Denkmal, auch Magdalene-Melchers-Denkmal, Bronzebüste, in Bremen-St. Magnus, unterhalb der Villa Haus Lesmona im Knoops Park; zur Erinnerung an Magdalene Pauli, geb. Melchers, die durch ihren unter dem Pseudonym Marga Berck veröffentlichten Roman Sommer in Lesmona bekannt wurde.[9]
- 2002: Die Melkerin, Figurengruppe aus Bronze, bei dem Sparkassengebäude in Bremen-Borgfeld; zur Erinnerung an den einstmals bäuerlichen Charakter des Ortsteils.[10]
- 2009: Fritz-von-dem-Berge-Denkmal, Bronzestatue beim Rathaus in Bleckede; zur Erinnerung an den früheren Amtmann von Bleckede, Fritz von dem Berge (1560–1623), der zum Wohl des Ortes gewirkt und sich u. a. um die Deichsicherheit der Elbestadt verdient gemacht hatte.[11]
- 2011: Arster Marktfrauen Bronzestatuen in Bremen-Arsten, zur Erinnerung an Arster Frauen mit dem Bremer Korb.

### Arbeiten von Claus und Ursula Homfeld
- 1966: 5-DM-Gedenkmünze Gottfried Wilhelm Leibniz, Entwurf der Gedenkmünze, die zum 250. Todestag von Gottfried Wilhelm Leibniz im Februar 1967 herausgegeben wurde.[12]
- 1973: 5-DM-Gedenkmünze Frankfurter Nationalversammlung 1848 in der Paulskirche, Entwurf der Gedenkmünze, die anlässlich der 125. Wiederkehr der Frankfurter Nationalversammlung im Dezember 1973 herausgegeben wurde.[13]
- 1995: 10-DM-Gedenkmünze Wilhelm Conrad Röntgen, Entwurf der Gedenkmünze, die zum 150. Geburtstag von Wilhelm Conrad Röntgen und 100. Jahrestag der Entdeckung der Röntgenstrahlen im September 1995 herausgegeben wurde.[14]

## Öffentliche Sammlungen (Auswahl)
- Die Kunsthalle Bremen hat zwei kleinere Plastiken von Claus Homfeld in ihrem Bestand, darunter ein Modell für ein Kruzifix, 1962, Bronze, braun patiniert, 40 × 16,5 × 9,5 cm.
- Außerdem befindet sich in der Münzen- und Medaillensammlung der Kunsthalle Bremen ein Exemplar der Verdienstmedaille, die Claus Homfeld 1988 im Auftrage der Handelskammer Bremen gestaltete und die von dieser anlässlich des 450. Baujubiläums des Hauses Schütting gestiftet wurde. Die Medaille wurde als zweiseitiger Bronzeguss ausgeführt, hat einen Durchmesser von 58 mm und ist am Rand mit der Signatur „C H“ versehen.

## Galerie
Auswahl von Denkmälern, die von Claus Homfeld geschaffen wurden (siehe auch Link zu Wikimedia Commons im Abschnitt Weblinks):

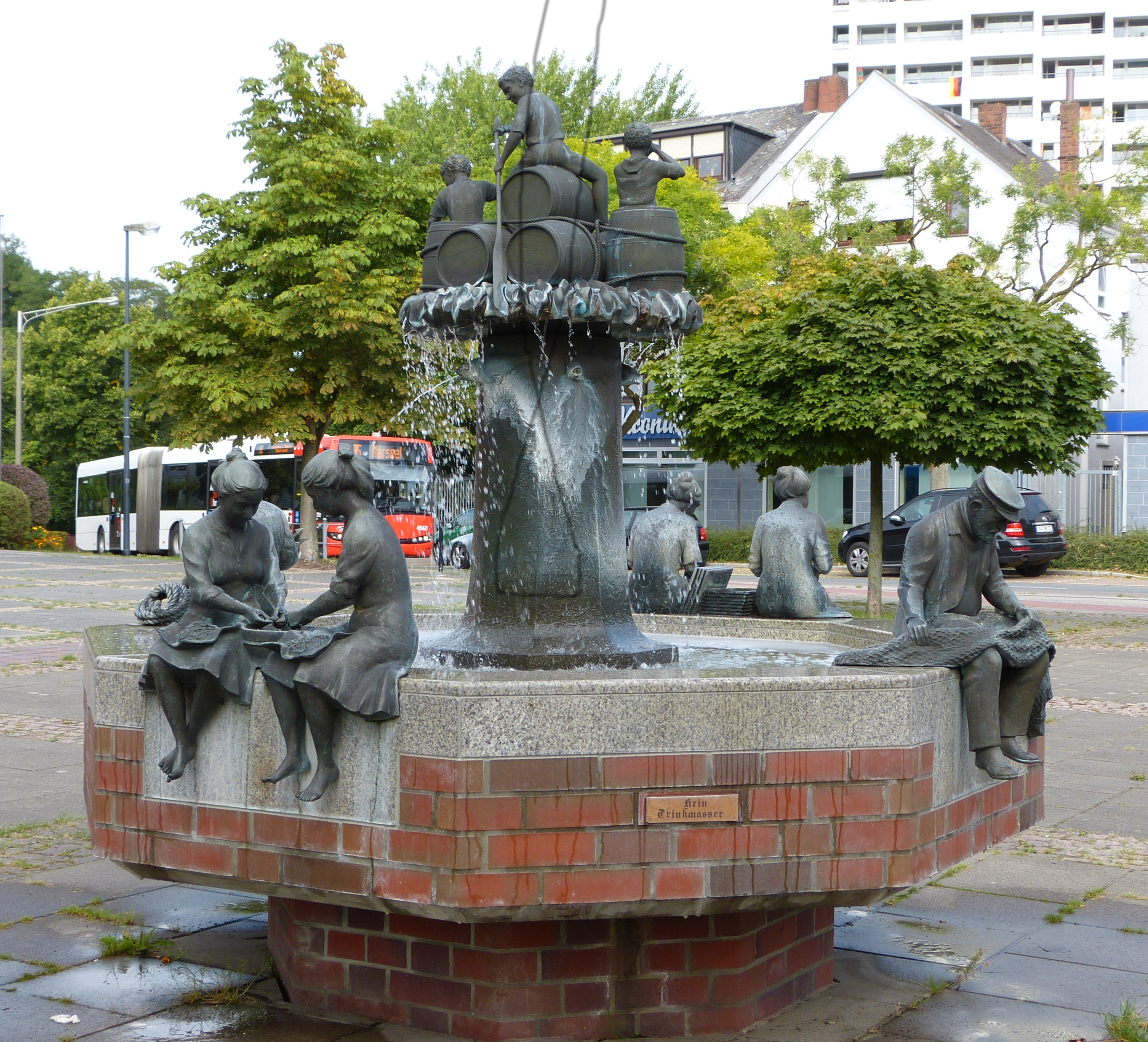
Homfeldbrunnen, 1991
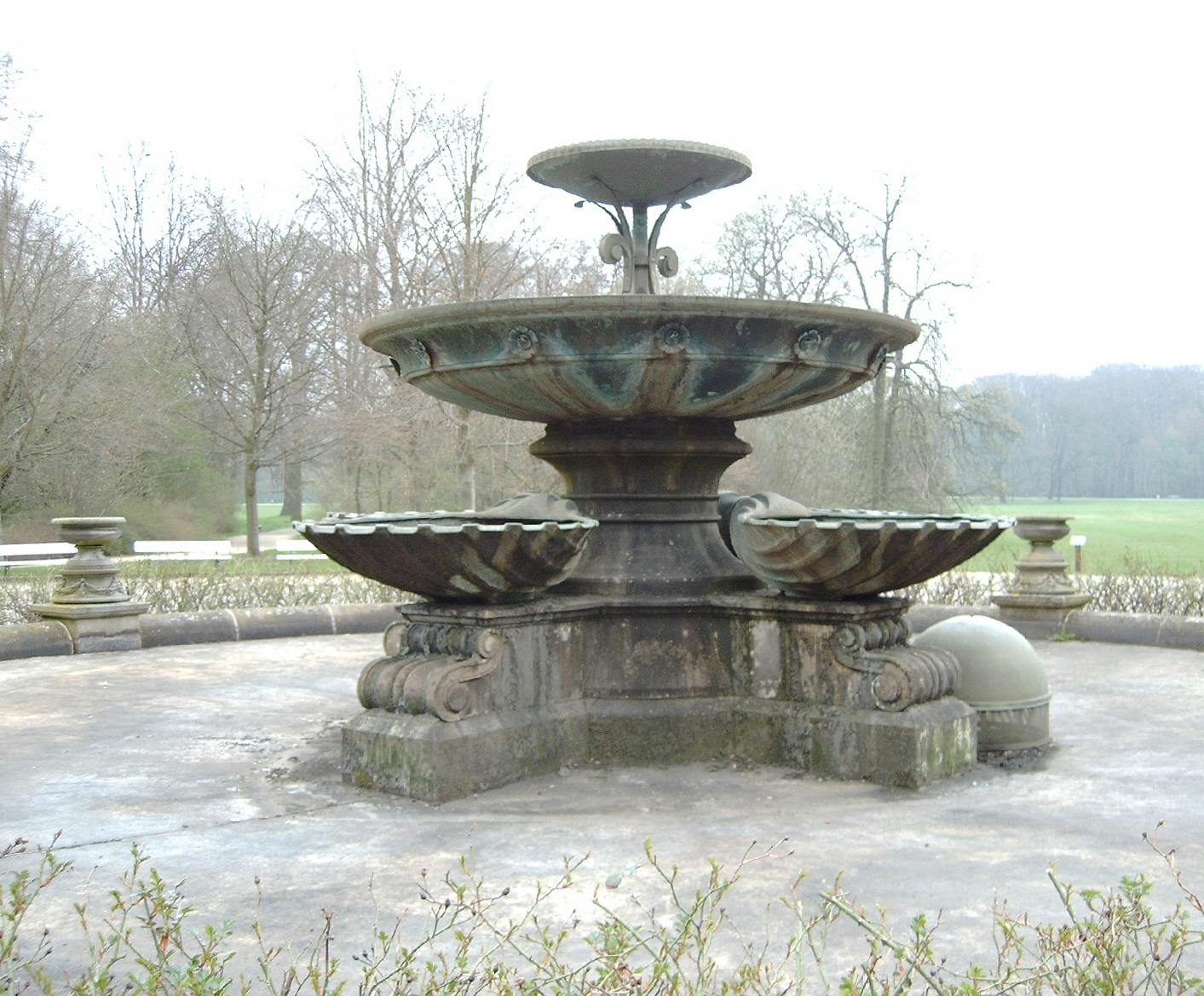
Marcusbrunnen, Ergänzungen in Bronze, 1975, Bremen-Bürgerpark
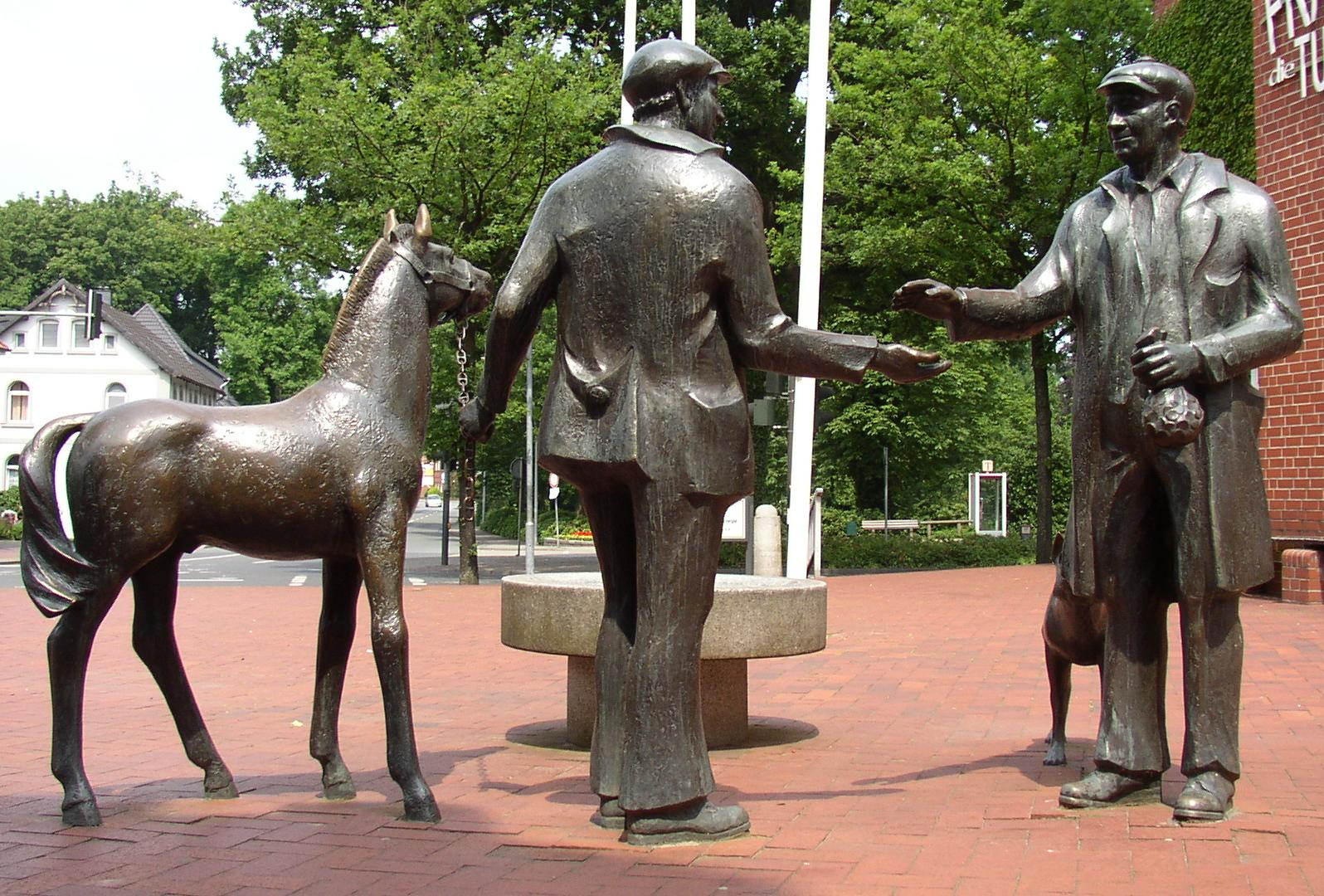
Pferdehändler, bronzene Figurengruppe, 1982, beim Rathaus in Zeven
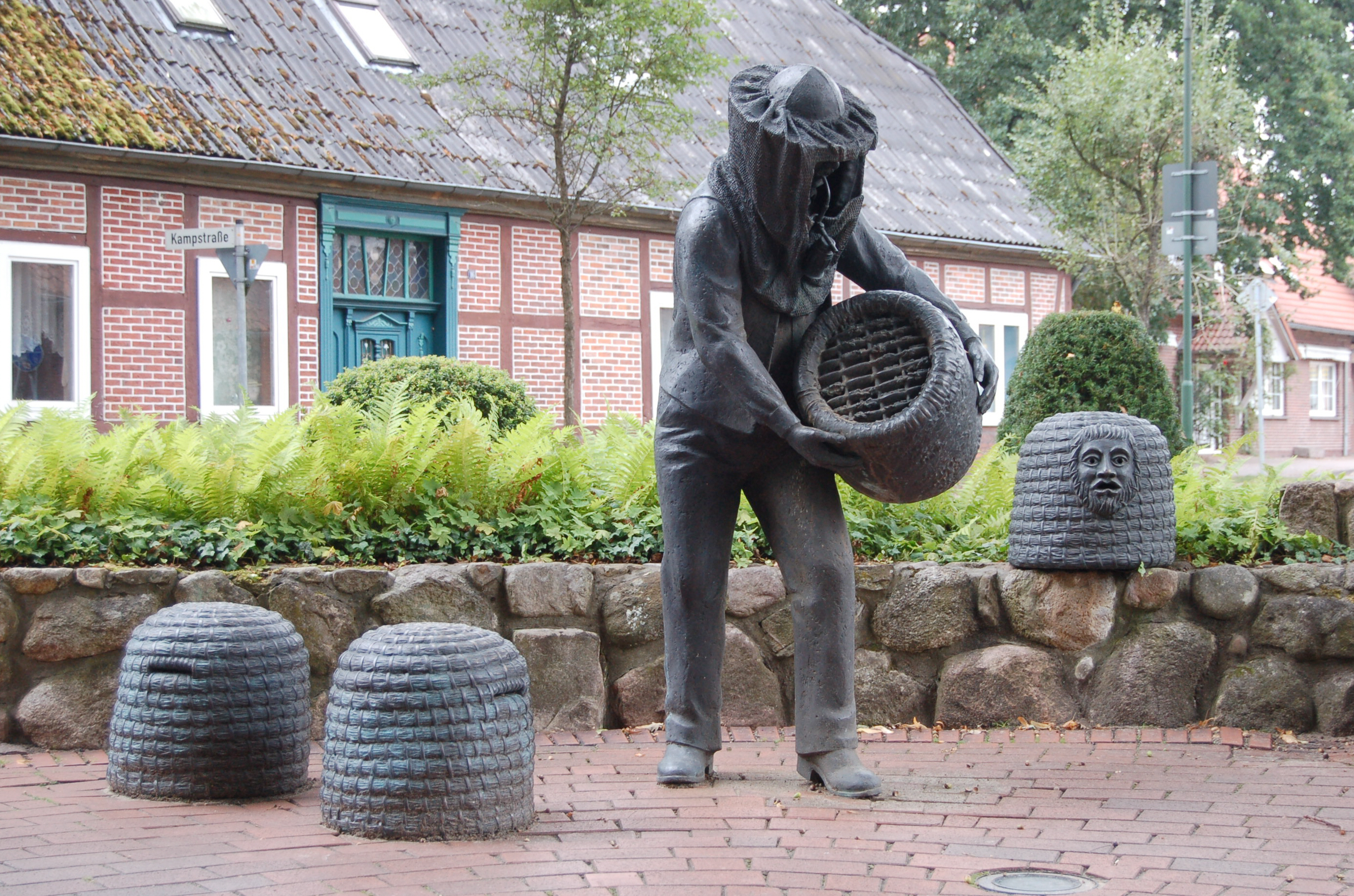
Wietzendorfer Imker, bronzene Figurengruppe, 1996, Wietzendorf
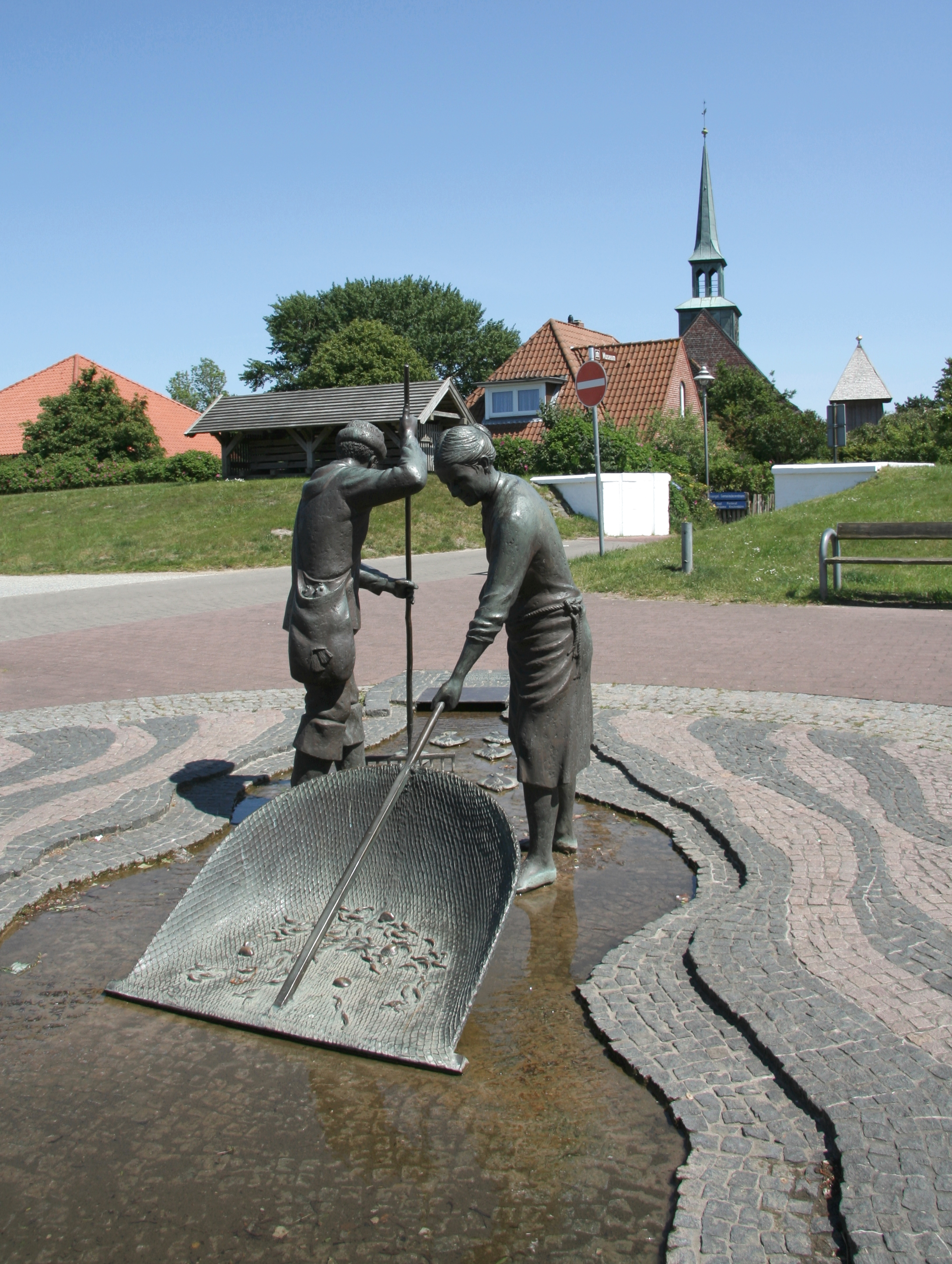
Jan und Gret, bronzene Figurengruppe, 1997, St. Peter-Ording
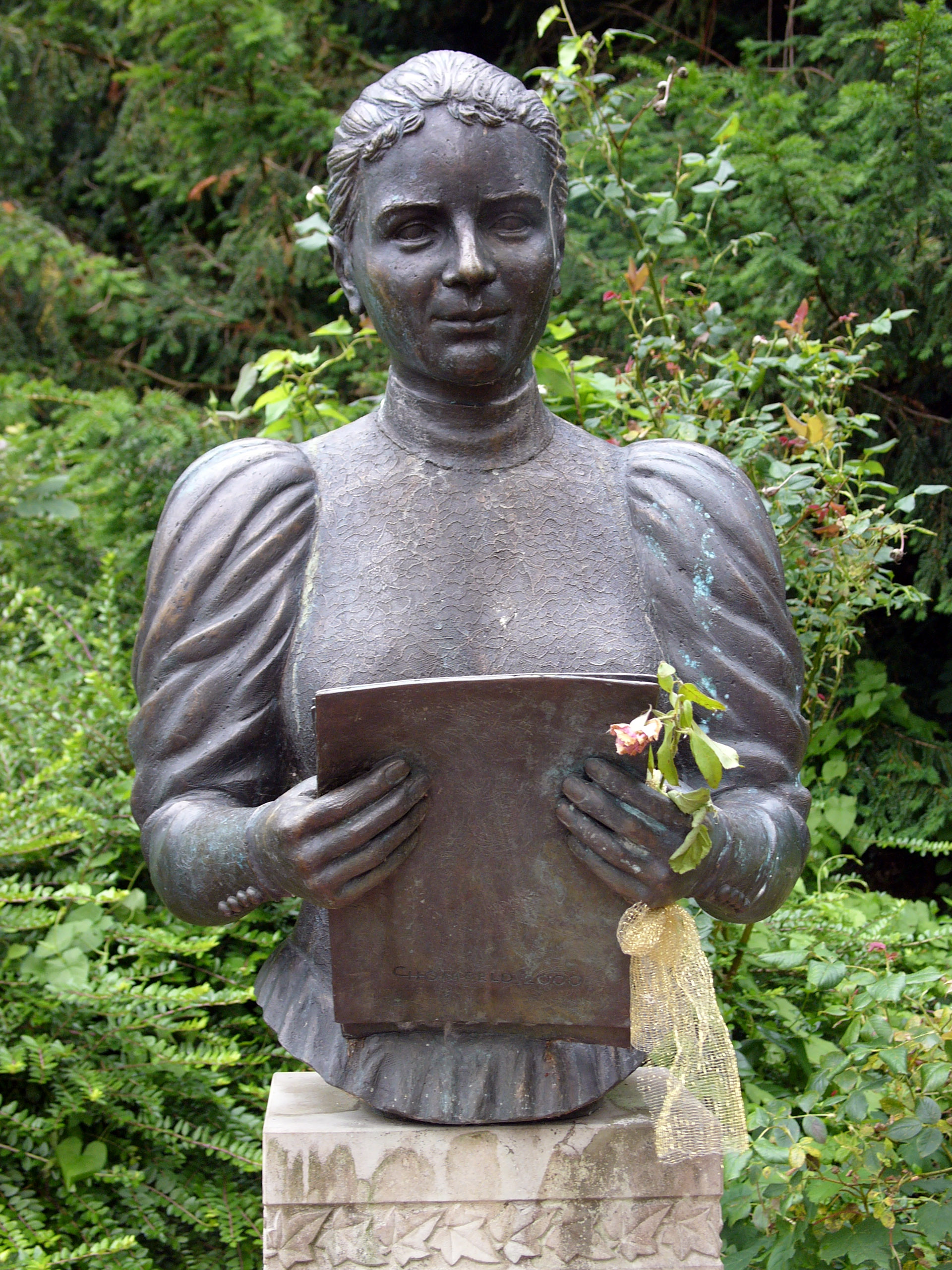
Magdalene-Pauli-Denkmal, Bronze, 2001, Bremen-St. Magnus